# NCSM Frédérick Rolette (NPEA 434)
Le NCSM Frédérick Rolette (NPEA 434) est le cinquième patrouilleur hauturier de classe Harry DeWolf de la Marine royale canadienne. La classe est dérivée du projet de navire de patrouille extracôtier de l’Arctique (NPEA) dans le cadre de l’Approvisionnement national en matière de construction navale et est principalement conçue pour la patrouille et le soutien dans les régions arctiques du Canada.
Il a été nommé en l’honneur du héros de la marine, le lieutenant Frédérick Rolette, (1785-1831), un officier de la Royal Navy qui a servi dans la marine provinciale pendant la guerre anglo-américaine de 1812. La devise du navire est Leonis Fortitudine (Avec le courage du lion).

## Conception

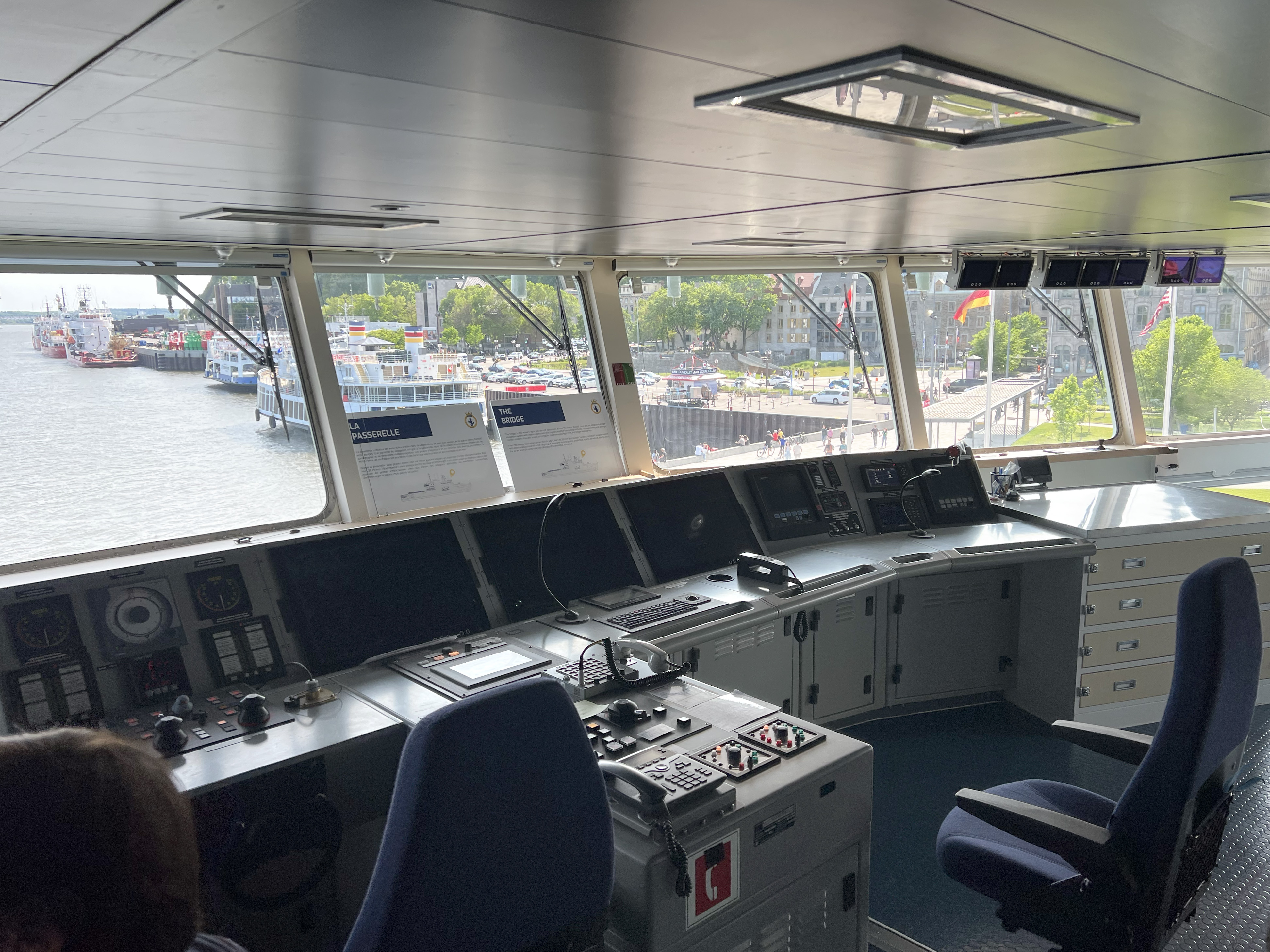
Vue de la passerelle du NCSM Frédérick Rolette.

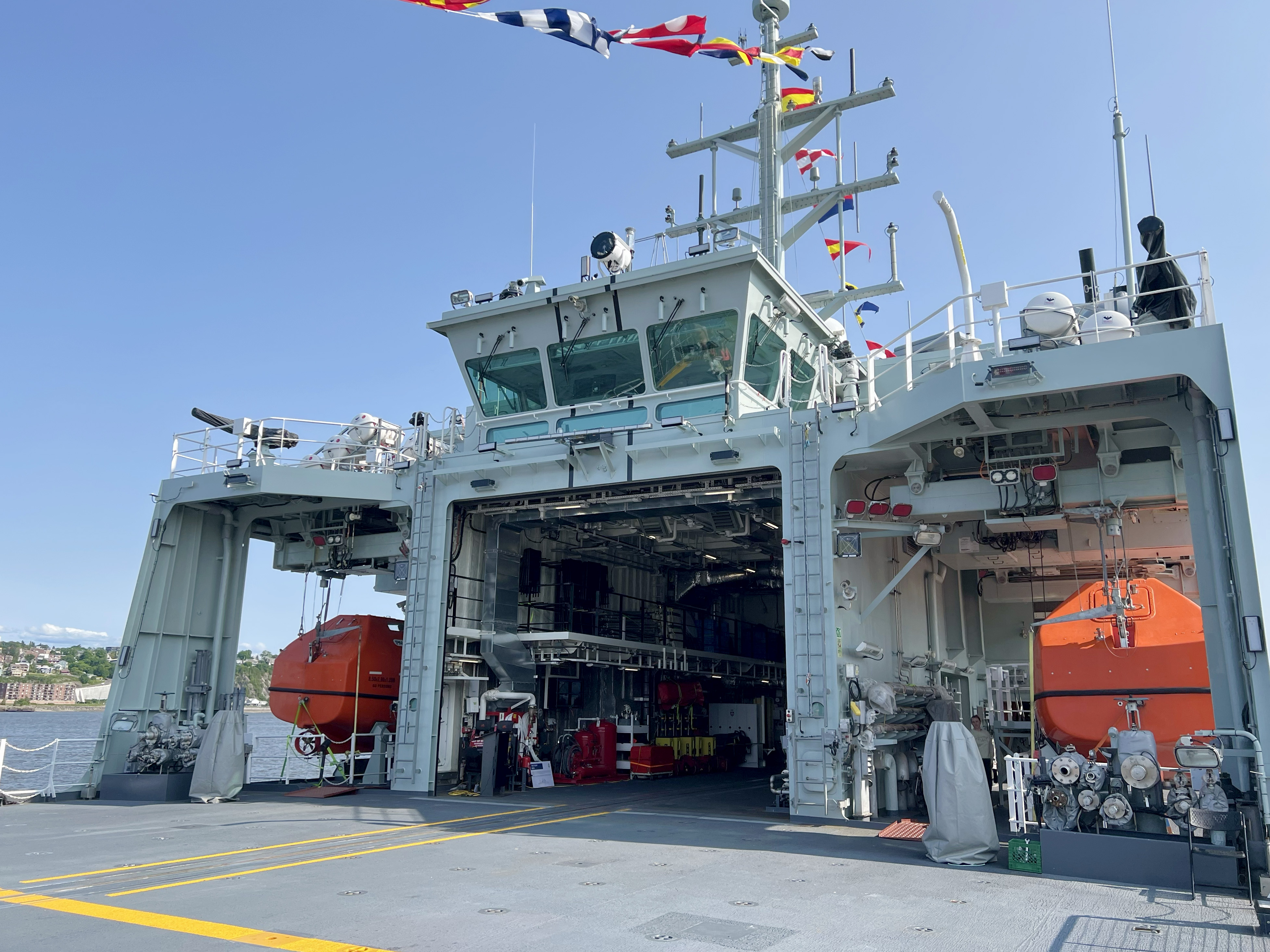
Hangar du NCSM Frédérick Rolette.

Les navires de patrouille extracôtiers de la classe Harry DeWolf sont conçus pour être utilisés dans les régions arctiques du Canada à des fins de patrouille et de soutien dans la zone économique exclusive du Canada. Le navire mesure 103,6 m de longueur hors tout et 19,0 m de largeur. Il a un déplacement de 6615 tonnes. Il dispose d’un pont avant fermé qui protège les machines et les espaces de travail des climats arctiques. Le navire a une propulsion Diesel-électrique composée de quatre générateurs électriques Diesel à quatre temps MAN 6L32/44CR de 3,6 mégawatts (4800 ch) et de deux moteurs électriques de propulsion d’une puissance nominale de 4,5 mégawatts (6000 ch) entraînant deux arbres d'hélice. Le NCSM Frédérick Rolette est capable de naviguer à 17 nœuds (31 km/h) en eau libre et à 3 nœuds (5,6 km/h) dans la glace de mer de 1 mètre d’épaisseur. Le navire est également équipé d’un propulseur d'étrave pour faciliter les manœuvres d’accostage sans nécessiter l’assistance d’un remorqueur. Il a une autonomie de 6800 milles marins (12600 km) en carburant et de 120 jours en vivres. Le NCSM Frédérick Rolette est équipé d’ailerons stabilisateurs pour réduire le roulis en eau libre, qui peuvent être rétractés lors de la navigation dans la glace,.
Le NCSM Frédérick Rolette est capable d’être déployé avec plusieurs types de charge utile, notamment des conteneurs d’expédition, du matériel de relevés sous-marins ou des péniches de débarquement. Les opérations de manutention sont facilitées par une grue d’une capacité de 20 tonnes pour le chargement et le déchargement. Le navire est équipé d’un hangar à véhicules pouvant accueillir des camionnettes, des véhicules tout-terrain et des motoneiges. Il dispose également de deux canots de sauvetage multirôles de 8,5 mètres de long, capables de dépasser 35 nœuds (65 km/h). Le navire est armé d’un canon BAE Mk 38 de 25 mm et de deux mitrailleuses Browning M2. Il dispose d’un hangar fermé et d’un pont d'envol pour des hélicoptères de la taille d’un Sikorsky CH-148 Cyclone. Le NCSM Frédérick Rolette a un équipage de 65 personnes et des capacités de logement pour 85, ou 87 personnes.

## Construction

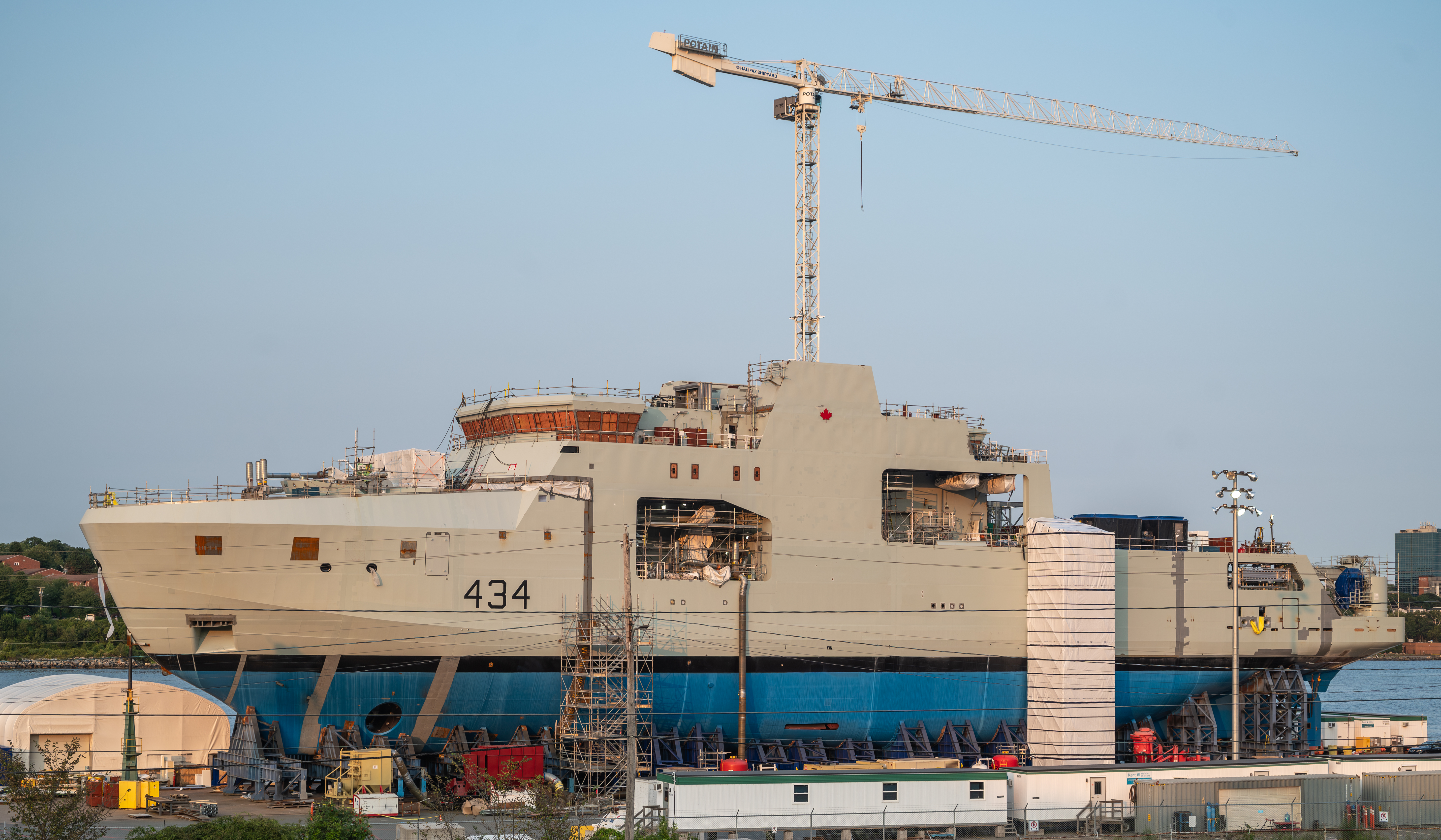
Le NCSM Frédérick Rolette en construction en septembre 2023.

La découpe de la première tôle d’acier pour le Frédérick Rolette a eu lieu le 20 mai 2021. La quille a été posée le 29 juin 2022. Le navire a été lancé le 9 décembre 2023 et livré le 29 août 2024,